# Gartenpartei
Die Gartenpartei ist eine deutsche Kleinpartei, deren Aktivitäten als Landespartei sich auf Sachsen-Anhalt beschränken. Die Partei wurde im Jahr 2013 aus Protest gegen Bebauungspläne für Kleingartenanlagen in Magdeburg gegründet. Ursprünglich trug sie den Namen Magdeburger Gartenpartei, seit November 2017 entfällt der Ortsbezug.

## Geschichte
Im Jahr 2014 trat die Gartenpartei zu den Stadtratswahlen in Magdeburg an und gewann mit 1,9 % der Stimmen einen Sitz. Zunächst bildete sie mit den Stadträten der Partei Die Linke eine gemeinsame Fraktion. Später wurde unter der Bezeichnung Magdeburger Gartenpartei eine eigenständige Stadtratsfraktion mit Stadträten gebildet, die über die Listen anderer Parteien in den Stadtrat gewählt worden waren.
Bei der Landtagswahl in Sachsen-Anhalt 2016 erzielte die Magdeburger Gartenpartei 4763 Zweitstimmen (0,4 %).
Die Partei trat bei der Bundestagswahl 2017 nur in Sachsen-Anhalt an. Sie erhielt 2568 Erststimmen und 5606 Zweitstimmen – 0,005 und 0,012 % bundesweit, in Sachsen-Anhalt holte sie 0,5 % der Zweitstimmen.
Die Partei reichte eine Liste zur Europawahl 2019 ein, konnte aber nicht genügend Unterstützungsunterschriften zur Zulassung vorlegen. Bei der Kommunalwahl am selben Tag konnte die Gartenpartei in Magdeburg ihren Stimmenanteil auf 4,3 % erhöhen und erhielt damit zwei Mandate. Die Stadträte bilden gemeinsam mit der Stadträtin der Tierschutzallianz die Fraktion Gartenpartei/Tierschutzallianz.
Die Partei trat bei der Landtagswahl in Sachsen-Anhalt 2021 an und erzielte 8577 Zweitstimmen (0,8 %).
Bei der Bundestagswahl 2021 trat die Partei wieder mit einer Landesliste in Sachsen-Anhalt an und erzielte 2095 Erststimmen (0,004 %) sowie 7611 Zweitstimmen (0,016 %).
Bei der Magdeburger Stadtratswahl 2024 erreichte die Partei 4,6 Prozent der Stimmen.

## Namensgleiche Parteien
- Mit der Garten-Partei Sachsen (GPS) besteht eine ähnliche Partei im Bundesland Sachsen.[7][8]
- In Frankfurt am Main wurde die Gartenpartei Frankfurt am Main gegründet.[9] Sie hatte einen Kandidaten für die Oberbürgermeisterwahl 2023 aufgestellt.